# コースレート
コースレート（英語: course rate）は、ゴルフにおいてゴルフ場の難易度を具体的に示すために用いられる指数。

## 概要
具体的には「スクラッチプレーヤー（ハンデキャップが0のゴルファー）が当該コースで10回プレーした場合の平均スコア」を示すもので、一般的には各ゴルファーの過去のプレー履歴からハンデキャップを算定する際に、当該プレーのスコアの優劣を判断する基準値として使われる。算出は通常当該ゴルフ場の所在する国のゴルフ協会（日本の場合は日本ゴルフ協会（JGA））が行うが、算出方法は国によってまちまちで、また算出方法もたまに変更されることがある。
一般的にプロゴルフツアーで使用されるような名門コースはコースレートが高くなることが多いが、JGAでは「コースレートはクラブのグレードや良し悪しには全く関係ありません」として、コースレートをゴルフ場の格付け基準として用いないよう訴えている。またコースレートはあくまで「一般アマチュアゴルファーのハンデキャップ査定のための基準値」であるため、JGAは「プロゴルファーのスコアとは全く関係ない」とも主張している。

## スロープレーティング
コースレートと似た指数に「スロープレーティング（英語: slope rating）」がある。こちらはコースの難易度を55 - 155の間の数字で示したもので、平均的な難易度は113。
両者の大きな違いは、コースレートがスクラッチプレーヤーのみを基準としているのに対し、スロープレーティングは初心者から上級者まで幅広い層に対応することを目指していることで、ゴルファーの技量に応じてレーティングを傾斜（slope）させていることから「スロープレーティング」の名がついた。
スロープレーティングは1987年に全米ゴルフ協会（USGA）が算出を始め、現在世界約60ヶ国のゴルフ協会とライセンス契約を結んでいる。日本でもJGAが「USGAコースレーティングシステム」の名称で導入を進めており、2012年よりレーティングの算出を開始し2014年から本格導入している。